# 映画もまた編集である ウォルター・マーチとの対話
『映画もまた編集である ウォルター・マーチとの対話』（えいがもまたへんしゅうである ウォルター・マーチとのたいわ、The Conversations: Walter Murch and the Art of Editing Film）は、小説家のマイケル・オンダーチェと映画編集技師・音響デザイナーのウォルター・マーチの対談集である。オンダーチェはマーチが彼の小説『イギリス人の患者』の映画版を編集した際に出会った。本書を通してマーチは『ゴッドファーザー』、『ゴッドファーザー PART II』、『カンバセーション…盗聴…』、『地獄の黙示録』、『地獄の黙示録・特別完全版』など、自身が手がけた映画についての洞察を述べている。本書は5つの「CONVERSATION」に分けられ、ジョージ・ルーカス、フランシス・フォード・コッポラ、リック・シュミドリン、アンソニー・ミンゲラら彼と共に仕事をした監督やプロデューサーからの寄稿文と、取り上げた映画のスチル写真が掲載されている。

## 内容

### FIRST CONVERSATION
オンダーチェはコッポラの『地獄の黙示録』の拡張版である『地獄の黙示録・特別完全版』の編集について、マーチに語っている。オンダーチェはオリジナル版でカットされ、『特別完全版』で追加された3つの主要な場面である「プレイボーイ・バニーが登場する負傷兵空輸基地のシーン」、「カーツの王国にいるブランドの追加シーン」、「フレンチ・プランテーションのゴム農園における埋葬と夕食会とラブシーン」に言及し、さらなる小さな変更点について「ユーモアも増しているほか、当時は上映時間の問題から見送られた、エピソードをつなぐための小さなシーンも追加して、断片的になりがちだった流れを解消させている」と論じている。
マーチは幼少の頃、擬音で自己表現するアニメのキャラクターであるジェラルド・マクボイン・ボインにちなんで「ウォルター・マクボイン＝ボイン」（"Walter McBoing-Boing"）というニックネームで呼ばれていたと振り返っている。両親からテープレコーダーを買い与えられたマーチは、その機能に夢中になった。マーチはピエール・シェフェールをはじめとするミュジーク・コンクレートの作曲家を認知した時のことを、「ロビンソン・クルーソーが砂浜にフライデーの足跡を見つけてきたときの心境が理解できた気分だった」と振り返っている。彼は初期に影響を受けた映画について、「『第七の封印』を観て、私は突然、『この映画には作り手がいる』という事実を理解し、もしも別の誰かがこの映画を作ったとしたら、おそらくまるで違った創作的決断の数々が下されたのだろうということに気づいたんだ。（中略）『この映画には作り手がいる』という目覚めの奥には、もちろん、『自分にも映画を作ることができる』という推論が眠っている。この考えはゴダールの『勝手にしやがれ』とトリュフォーの『ピアニストを撃て』でさらに深められることになった」と述べている。彼はさらに、「当時の私に大きなインパクトをあたえたアメリカ映画について思い返すなら、やはり『ハスラー』は外せない」と述べ、デデ・アレンの編集を絶賛している。その後話題は、『地獄の黙示録・特別完全版』の編集とオリジナル版との違いに戻る。

### SECOND CONVERSATION
マーチは、「初期映画の技術的側面に貢献した天才たちの代表」であるトーマス・エジソン、「平凡なリアリティを徹底的に観察して提示することに意味があるのだということを表現した」ギュスターヴ・フローベール、「リズムや楽器編成を自由に拡大・縮小・転換させることで、深く力強く魂をゆさぶる響きを生み出す」ことを開拓したルートヴィヒ・ヴァン・ベートーヴェンを、「三人の映画の父」として語っている。マーチはフローベールとベートーヴェンがそれぞれリアリズムとダイナミズムを発見し、その両方が映画にとって重要であることを証明したと考えている。マーチは映画における音の歴史と、1894年の『Dickson Experimental Sound Film』の復元への取り組みについて述べている。彼はアルフレッド・ヒッチコックとオーソン・ウェルズの音響を語っており、前者についてはイギリス史上初のトーキーである『恐喝』を製作したことを論じ、後者については「ラジオのテクニックが映画でも十分に機能することを見せつけ、そうすることでラジオドラマと映画の審美性を組み合わせることが可能だということを発見したんだ。処女作品の『市民ケーン』でも、サウンドが注目に値する働きをしているね」と評している。マーチは『ゴッドファーザー』の音響ミキシングについてと、コッポラがニーノ・ロータに依頼した音楽を残すようにスタジオを説得した経緯について述べている。さらに彼らはミラン・クンデラの『存在の耐えられない軽さ』とオンダーチェの『イギリス人の患者』の映画化にマーチが携わった経験をもとに、小説を映画化することの難しさについて対談している。

### THIRD CONVERSATION
オンダーチェとマーチは、マーチが初めて映画編集を担当した作品『カンバセーション…盗聴…』について対談している。彼らは特に、マーチとこの映画の主人公のハリー・コールとの共通点や、映画の覗き趣味的な性質について論じている。映画音楽についてマーチは、「音楽は、ストーリーや映像という素地にすでに編みこまれている感情と響きあうときに、真の効果を発揮するものだと思うんだ」と述べている。彼は、『ゴッドファーザー』ではマイケルがソロッツォとマクラスキーを殺した「後」で劇的な音楽を使い、『カンバセーション…盗聴…』ではハリーがテープのメッセージを発見した「後」でデヴィッド・シャイアの音楽を使っている。マーチはオーソン・ウェルズの『黒い罠』を修正した際の自身の役割についても語っている。ウェルズは自分の映画の編集についての58ページのメモをユニバーサルに渡していたが、それは彼らに無視された。プロデューサーのリック・シュミドリンはウェルズの構想に従って再編集することを決意し、マーチの映画音響についての講義を聞いて彼を編集者に選んだ。マーチは、ウェルズが『黒い罠』の編集について50ほどの実践的な提案を出し、彼とシュミドリンはその全てを反映させることができたと語っている。『黒い罠』の再編集版についてマーチは、「あのメモは当時、完全に無視された。つまりウェルズが欲したような作品にはならなかった。ところがその40年後、彼の要求をすべてかなえる形で再編集することができたんだ。まるで違う映画に生まれ変わったわけではなく、あらゆる傑作映画がそうであるように、作り手のビジョンを全面的に見せつける作品としてよみがえったんだ」と述べている。

### FOURTH CONVERSATION
マーチは計画と即興の利点、そして芸術がいかにその双方を取り入れることができるかについて論じている。彼は「映画学校世代」ではない監督と初めて仕事をしたフレッド・ジンネマンの『ジュリア』、そして父で画家のウォルター・タンディ・マーチの影響について論じている。また彼らは『ゴッドファーザー PART II』の合流型の物語など、物語へのアプローチについて語っている。マーチは「ショットというものは、ひとつの思考、もしくは複数の連続した思考を視覚的に表現したものなんだ。その思考の流れが尽きた瞬間が切るべき地点だということだね。次のショットに移行したいという衝動がもっとも高まるところで、それに後押しされるようにカットポイントを決めたい。（中略）具体的には、二度続けてやっても、自分がまったく同じコマでたじろぎを感じるかどうかを確かめることが大切だね。一度目の再生でたじろいだ瞬間にマーキングする。次に巻き戻して再生し、もう一度たじろいだ瞬間で再生をストップさせる。そのコマを前回マーキングしたコマとくらべてみる。一度目はどのこまでストップしたか。二度目はどこだったか。両方ともまったく同じコマだったとしたら、その瞬間が本当に自然な瞬間だということになる。（中略）この作業は、私の編集作業の中でもっとも重要なものだよ。独自の編集方法のうち、どれかひとつの側面を後世に残さなければならないとしたら、どんなタイプの編集者であれ、この方法をやってみるべきだと私は信じているんだ。そのほかの部分についてはどんなアプローチだろうと構わないけれど、これだけは譲れないね」と述べている。

### LAST CONVERSATION
オンダーチェはまず、マーチに彼が1度だけ監督を務めた映画『オズ』について尋ねると、マーチは「『Wisconsin Death Trip』のリアリティと『オズのオズマ姫』のファンタジーを掛け合わせた映画」と説明し、またウィラ・キャザーの『マイ・アントニーア』からの影響を語っている。続けて2人はマーチに初期に影響を与えた『オズ』の本について語っている。マーチはさらに映画編集を符号表記するという構想を論じている。最後に2人は映画と夢の関係を論じている。

## 評価
『ロサンゼルス・タイムズ』紙上にて映画監督のジョン・ブアマンは、「この本は映画関係者の必読書であり、映画体験を深めて豊かにしたい映画ファンにとっては喜ばしい選択肢である」と評した。
デヴィッド・トムソンは、『The New Biographical Dictionary of Film』のマーチに関する項目で本書を「映画に対する優れた探究」と評した。
デヴィン・クロウリーは『クイル&クワイヤ』誌上で、「『映画もまた編集である』は、すべての作家志望者、そして芸術品の作り方を学ぶことに携わるすべての人々の必読書となるべきである」と評した。
作家のパトリシア・シュルタイスは『ザ・ミズーリ・レビュー』誌上で、「マイケル・オンダーチェ（の本）を読むことは、ほとんど無限の力を持つ2人の芸術家が、それぞれの創造的情熱について語り合うのを盗み聞きするようなものである」 と評した。
ボブ・シェリンは『ザ・キャピラノ・レビュー』誌上にて、「エレガントに編集された映画のように、『映画もまた編集である』は読者に、イメージにコメントを重ねたり、マーチとオンダーチェの洞察や疑問をコッポラ、ルーカス、リック・シュミドリン、アンソニー・ミンゲラの発言に当てはめてみたり、彼らの議論が生み出す飛躍やつながりを味わったり、読み、思考し、再読し、再考したいという欲求を抱かせたりする余地を大いに残している。最終的な喜びは、映画館に座り、オンダーチェとマーチが明らかにした目に見えない詳細を楽しむときに、読者が本という枠を超えて経験するものである」と論じた